# HMAS K9
HMAS K9 (бывшая голландская субмарина K-IX) — дизельная подводная лодка, служившая в Королевских ВМС Нидерландов и Королевском австралийском военно-морском флоте. Приняла участие во Второй мировой войне.

## История строительства
Заказана 27 июня 1917 года Министерством колоний Нидерландов на верфи Koninklijke Maatschappij de Schelde, Флиссинген. Спущена на воду 22 декабря 1922 года. 21 июня 1923 года включена в состав Королевских ВМС Нидерландов.

## Служба

### Королевские ВМС Нидерландов
28 февраля 1924 года лодка начала переход в Голландскую Ост-Индию. Во время этого похода K IX под командованием Ф. Костера побывала в следующих портах: Портленд, Плимут, Севилья, Тунис, Александрия, Порт-Саид, Суэц, Аден, Коломбо. 13 мая 1924 года лодка прибыла в Сабанг.
В 1940 году во время нападения Германии на Нидерланды K IX находилась в Голландской Ост-Индии в отстое. В связи с началом войны вернулась строй. В марте 1941 года из-за слухов, что немецкий линкор Scheer был замечен в Индийском океане, некоторое время патрулировала Зондский пролив, после чего вернулась в резерв. Во время патрулирования у лодки возникли проблемы с двигателем.
После падения Сурабаи и захвата японцами Голландской Ост-Индии ушла во Фримантл, прибыв туда 13 марта 1942 года..

### Королевский австралийский военно-морской флот
15 апреля 1942 года голландский флот предложил австралийскому флоту две подводные лодки с экипажем, в том числе K IX. K IX предполагалось использовать в качестве корабля-мишени в учениях ПЛО. Предложение было принято и 12 мая K-IX прибыла в Сидней для ремонта. 1 июня лодка была повреждена во время японской атаки на гавань Сиднея. 25 июля 1942 года на лодке спустили голландский флаг и 22 июня 1943 года после интенсивного ремонта включили в состав Королевского австралийского флота под названием HMAS K9.
Из-за плохого технического состояния K9 почти не использовалась австралийцами, большую часть времени простояв в ремонте. 22 января 1944 года на лодке случился взрыв батарей, причинивший серьёзные повреждения. Отсутствие запасных частей сделало ремонт невозможным и 31 марта 1944 года корабль был исключён из состава австралийского флота. Позднее голландцы использовали устаревшую лодку как нефтеналивную баржу.
После окончания Второй мировой войны K IX было решено отбуксировать в Дарвин голландским тральщиком «Абрахам Крийнссен». Ночью 8 июня 1945 года во время буксировки порвался трос, лодка легла в дрейф и была отнесена течением к берегу, который в настоящее время называется Субмарин-Бич (Submarine Beach, «Пляж подводной лодки») к югу от деревни Сил-Рокс в Новом Южном Уэльсе. Впоследствии лодка была частично разобрана на металл. Останки лодки 20 июля 1999 были обнаружены Отделом наследия правительства Нового Южного Уэльса (New South Wales Government’s Heritage Office). На маяке Сил-Рокс имеется мемориальная доска, посвящённая K IX. Корпус K IX все ещё находится под слоем песка, в последний раз часть корпуса была видна в 2001 году после сильного шторма.